# Малиево
Малиево (укр. Малієве) — село,
Зорянский сельский совет,
Межевский район,
Днепропетровская область,
Украина.
Код КОАТУУ — 1222683304. Население по переписи 2001 года составляло 69 человек.

## Географическое положение
Село Малиево находится на расстоянии в 4 км от села Зоряное.
По селу протекает пересыхающий ручей с запрудой.